# Abel Matutes (barco)
El Abel Matutes es un ferry-crucero encargado en 2010 de la compañía naviera española Baleària. Se utiliza en la ruta de Valencia a Palma de Mallorca y Barcelona.

## Historia
El casco del buque fue construido bajo el número de construcción 1661 en Lisnave de Setúbal. El 12 de diciembre de 2009 fue remolcado al astillero Hijos de J. Barreras de Vigo para su armamento. La entrega a Baleària tuvo lugar el 23 de abril de 2010. El 2 de mayo de 2010 el Abel Matutes inició el servicio de ferry entre Valencia, Palma y Barcelona. El barco lleva el nombre del empresario y político español Abel Matutes.
El Abel Matutes es actualmente el barco más grande de la flota de Baleària. Tiene, entre otras dependencias, varios salones, bares, salas de reuniones y tiendas. La ocupación normal del ferry es de 850 personas, su capacidad máxima de 900 personas. El Abel Matutes cuenta con departamentos privados de hasta 364 personas de capacidad.